# NGC 6625
NGC 6625 (другое обозначение — OCL 58) — рассеянное скопление в созвездии Щит.
Этот объект входит в число перечисленных в оригинальной редакции «Нового общего каталога».